# Forgószél (album)
A Forgószél Kovács Kati huszadik nagylemeze. 1992 novemberében jelent meg CD és kazetta formátumban, hét és fél évvel a megelőző stúdióalbum után, mai napig az utolsó album, melyen csak újdonságok szerepelnek.
A dalok zenéjét Holló József, az R-GO együttes egykori billentyűse, egyben Demjén Ferenc akkori zeneszerzője, szövegét Vilmányi Gábor, a Manhattan együttes tagja írta. Két dal zenéjének megalkotásában Koncz Tibor is közreműködött.
Ez az album az énekesnő egyetlen olyan CD-je, mely kizárólag új dalokat tartalmaz. Egyben mindeddig az utolsó, nem magánkiadásban megjelent CD.
Megjelenése után néhány hónappal megszűnt a lemez kiadója, így az album elég szórványosan volt kapható a lemezboltokban. Egy dalból videóklip is készült, tervezték már a második klip készülését is, de  erre nem került sor.
2009–10-ben a Qualitons együttessel való közös munka során, Kanada Káosz közös albumot is tervezett, ám az együttműködés hamarosan véget ért, valószínűleg a zenekar önálló tervei és emberi okok miatt.

## Dalok
1. Kicsi, gyere most (Holló József – Vilmányi Gábor)
2. Emlékek (Holló József)
3. Forgószél (Holló József – Vilmányi Gábor)
4. Szállj a széllel (Koncz Tibor – Holló József)
5. Átkozottul fáj (Holló József – Vilmányi Gábor)
6. Zakatol velem (Holló József – Vilmányi Gábor)
7. Ezerszer és még egyszer (Holló József – Eide—Vilmányi Gábor)
8. Csak Te és a Rock & Roll (Holló József)[1]
9. Szomorú a föld (Koncz Tibor – Holló József – Vilmányi Gábor)
10. Felnőttünk már? (Holló József – Vilmányi Gábor)

## Közreműködők
- Kovács Kati – ének, vokál
- Holló József – billentyűs hangszerek, dobprogram, hangszerelés
- Vilmányi Gábor – gitár

## Klip
A Kicsi, gyere most c. dalból  videóklip készült.

## Külső hivatkozások
1. ↑  http://p2.vatera.hu/photos/94/73/32d6_1_big.jpg Archiválva 2013. december 12-i dátummal a Wayback Machine-ben A Szofi Top 10 c. válogatáskazettán levő adatok szerint a dal zeneszerzője Kovács Kati, szövegírója Holló József.